# Veringenstadt
Veringenstadt är en stad  i Landkreis Sigmaringen i det tyska förbundslandet Baden-Württemberg. Kommunen består av ortsdelarna (tyska Ortsteile) Veringenstadt, Hermentingen och Veringendorf.
Staden ingår i kommunalförbundet Gammertingen tillsammans med städerna Gammertingen och Hettingen samt kommunen Neufra.